# Asura xantha
Asura xantha là một loài bướm đêm thuộc phân họ Arctiinae, họ Erebidae.